# Soulburn
Soulburn ist eine niederländische Metal-Band aus Oldenzaal, die 1996 gegründet wurde, sich 2000 auflöste und seit 2013 wieder aktiv ist.

## Geschichte
Die Band wurde ursprünglich 1996 nach dem Zerfall der Gruppe Asphyx von dem Gitarristen Eric Daniels und dem Schlagzeuger Bob Bagchus gegründet. Auf die Vorlage eines Demos folgte das Debütalbum Feeding on Angels, das im Juni 1998 über Century Media erschien und auf dem der Bassist und Sänger Wannes Gubbels zu hören ist. Danach folgten Auftritte, bei denen die Gruppe unter anderem Asphyx-Songs wie Abomination Echoes, Vermin und The Sickening Dwell coverte. Zwei Monate nach der Veröffentlichung des Albums war die Gruppe auf dem Wacken Open Air zu sehen. Durch das Wiederaufleben von Asphyx und deren 2000er Album On the Wings of Inferno kam es zur Auflösung von Soulburn.
Im Jahr 2013 fand sich die Band wieder zusammen. 16 Jahre nach dem Erscheinen des Debütalbums meldeten sich Daniel und Bagchus nun zusammen mit dem Bassisten und Sänger Twan van Geel und Remco Kreft als weiterem Gitarristen mit dem Album The Suffocating Darkness zurück. Die Neugründung ließ sich auf Bagchus und den Gitarristen Rogga Johansson zurückführen, die an einem Bathory-Tribute-Projekt gearbeitet hatten, ehe sie auf Idee gekommen waren, alte Soulburn-Lieder zu spielen und schließlich die Band wiederzubeleben. Van Geel war von Gubbels vorgeschlagen worden, welcher selbst nicht mitwirken konnte, da er sich um seine Familie kümmern musste. Der Tonträger war unter der Leitung von Harry Wijering von Harrow Productions aufgenommen und von Dan Swanö im Unisound Studio abgemischt und gemastert worden. Im September 2014 ging es zusammen mit Bolt Thrower und Morgoth auf Tour durch Europa. Für Soulburn eröffneten auf dieser Tournee teilweise auch Incantation und Vallenfyre. 2015 folgte eine Split-Veröffentlichung mit Desaster, für die Soulburn den Song The Last Monument of God beisteuerte. Über Century Media wurde im November 2016 das dritte Album Earthless Pagan Spirit veröffentlicht. Im Voraus war bereits das hierauf ebenfalls zu hörende Lied Where Splendid Corpses Are Towering Towards the Sun veröffentlicht worden. Das Album war in den Niederlanden im Harrow Studio und dem Double Noise Studio aufgenommen und von Devo Andersson im schwedischen Endarker Studio abgemischt und gemastert worden. Im selben Jahr war Soulburn unter anderem auf dem Eindhoven Metal Meeting zu sehen. 2017 war die Teilnahme am With Full Force geplant. Das Festival wurde jedoch aufgrund von Unwetter abgebrochen.

## Stil
Eduardo Rivadavia von Allmusic ordnete die Gruppe dem Death Metal zu. Im Interview mit Kez Whelan von terrorizer.com gab Bob Bagchus an, dass er zusammen mit Daniels Soulburn gegründet hat, um Musik im Stil von Bathory zu spielen. Als weitere Einflüsse gab er Venom, Celtic Frost, Dissection und Watain an. Twan van Geel interessiere sich für okkulte Themen, was er auch in den Texten mit einarbeite. Im Rock Hard wird Feeding on Angels als rabiater „Old-School-Death-Metal-Einstieg“ bezeichnet. Im Interview mit dem Magazin gab Bob Bagchus an, dass die Band „wieder ganz simplen, eingängigen Death Metal spielen“ will. Die Texte des Albums würden hauptsächlich von Wannes Gubbels stammen und seien für den Death Metal typisch satanisch. in einer späteren Ausgabe bezeichnete Sebastian Schilling The Suffocating Darkness als „Neunziger-Midtempo-Black-Metal-Backflash“. Vor allem van Geels Gesang erinnere an den Black Metal der 1990er Jahre. Im Interview mit Schilling gab Bagchus an, dass es sich bei Soulburn trotz der Einflüsse wie alte Bathory, Hellhammer, Celtic Frost und Venom um keine reine Black-Metal-Band handelt. In einer weiteren Ausgabe ordnete Patrick Schmidt die Gruppe dem Death Doom zu. Im Interview mit ihm gab Eric Daniels an, dass die Band vor allem durch Death-, Doom-, Black- und Dark Metal beeinflusst wird. Auf Earthless Pagan Spirit habe man vor allem versucht, einen stärkeren Doom-Metal-Anteil einzubringen und die Songs länger zu gestalten und eine dunkle und unheilvolle Atmosphäre zu erschaffen. In seiner Rezension zu Feeding on Angels stellte Frank Albrecht vom Rock Hard fest, dass es hierauf kaum einen Unterschied zu Asphyx gibt und auch der Gesang ähnele dem der Vorgängergruppe. Er fasste den Stil als klassischen Death Metal mit leichten Einflüssen aus dem Doom Metal und simplem Schlagzeugspiel zusammen, sodass man ihn als eine Mischung aus den Asphyx-Alben The Rack und God Cries bezeichnen könne. Sebastian Schilling umschrieb die Musik von The Suffocating Darkness als „Bathory-lastigen Neunziger-Black-Metal“, der sich meist im mittleren Geschwindigkeitsbereich bewege und dem ein eisiger Klang innewohne. In einer späteren Ausgabe bezeichnete er Earthless Pagan Spirit als „frostigen Midtempo-Black-Metal im Stil der Neunziger“. Das Schlagzeug sei flott, aber nicht zu schnell, der Gesang bestehe aus Keifen, das weder Weltschmerz noch Empörung, sondern Hass vermittle. Die Songs seien jedoch zu einheitlich und es fehle an markanten Momenten.

## Diskografie
- 1996: Soulburn (Demo, Eigenveröffentlichung)
- 1998: Feeding on Angels (Album, Century Media)
- 2014: The Suffocating Darkness (Album, Century Media)
- 2015: Imperial Anthems No. 17 (Split mit Desaster, Cyclone Empire)
- 2016: Earthless Pagan Spirit (Album, Century Media)
- 2020: Noa’s d’Ark (Album, Century Media)